# 퀘이크콘

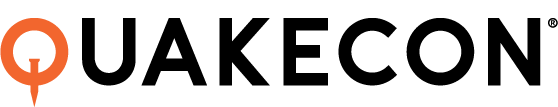
로고

퀘이크콘(QuakeCon)은 이드 소프트웨어의 주요 프랜차이즈와 제니맥스가 소유한 다른 스튜디오를 축하하고 홍보하기 위해 제니맥스 미디어가 개최하는 연례 컨벤션이다. 여기에는 미국 텍사스주 댈러스에서 매년 개최되는 경쟁 토너먼트가 포함된 대규모 유료 BYOC(Bring-Your-Own-Computer) 랜파티 이벤트가 포함된다. 이드 소프트웨어의 게임 퀘이크의 이름을 딴 이 행사에서는 회사의 게임 왕조를 축하하기 위해 매년 전 세계 수천 명의 게이머가 참석한다.
이 행사는 행사 조직의 여러 측면을 다루는 자원봉사자에 크게 의존한다. 퀘이크콘은 역사적으로 "게임계의 우드스톡"이자 "평화, 사랑, 로켓!"의 일주일이라는 명성을 누려왔다.
제25회 퀘이크콘 이벤트는 2020년 8월 텍사스주 댈러스에서 열릴 예정이었으나 코로나19 팬데믹으로 인해 현 단계에서 공급업체 및 전시업체와의 계획 수립에 어려움이 있다는 이유로 베데스다 소프트웍스와 이드 소프트웨어가 3월 31일 취소했다. 2020년 8월 라이브 쇼를 대체하기 위해 온라인 퀘이크콘이 2020년 6월에 발표되었다. 2021년과 2022년 이벤트도 온라인으로 개최되었다. 라이브 이벤트로의 복귀는 2023년 8월 10~13일 텍사스 그레이프바인에서 열렸다.